# Microarthridion reductum
Microarthridion reductum är en kräftdjursart som först beskrevs av Albert Monard 1935.  Microarthridion reductum ingår i släktet Microarthridion och familjen Tachidiidae. Inga underarter finns listade i Catalogue of Life.